# Wizorb
Wizorb es un clon de Breakout creado y publicado por la desarrolladora independiente Tribute Games. El juego se lanzó en Xbox 360 a través del Bazar Xbox Live el 29 de septiembre de 2011. El gameplay es el de un clon de Breakout con algunos elementos de RPG. Wizorb fue portado a Windows, OS X, y Linux. Fue lanzado en Steam el 14 de marzo de 2012, con el añadido de logros y almacenamiento de guardado en la nube. En su lanzamiento, Wizorb obtuvo críticas favorables, llegando a ser listado por VentureBeat Jacob como uno de los 10 mejores videojuegos independientes de 2011.

## Gameplay
Wizorb es un clon de Breakout con algunos elementos de RPG. El núcleo del juego es un clon del Breakout donde el jugador puede usar magia para controlar la bola y ayudar a destruir los bloques y enemigos. Los elementos de RPG se refieren a reconstruir una ciudad, rescatar a personajes, y a luchar contra mini-jefes y jefes dentro del gameplay principal de romper bloques.

## Desarrollo
Wizorb fue desarrollado por Tribute Games y lanzado por primera vez en Xbox 360 a través del Bazar Xbox Live en la Sección de Juegos indie de Xbox Live el 29 de septiembre de 2011. El juego es el primer título por los Juegos de la desarrolladora independiente Tribute Games. Jordania Devore de Destructoid remarcó que a menudo los juegos indies de alta calidad lanzados en Xbox 360 acaban siendo portados al PC, diciendo además, "Wizorb es uno de esos juegos". Se lanzó un port para Windows el 7 de noviembre de 2011, a través de la web de distribución digital GamersGate. En la versión de ordenador se pueden utilizar como controles un gamepad, teclado o ratón. Se puede jugar el juego entero utilizando sólo ratón, y el desarrollador recomienda este método, ya que "hace que Wizorb confíe aún más en los reflejos, lo que resulta agradable y hace el juego un poco más fácil".

## Recepción
El juego recibió críticas favorables, obteniendo un 81% en Metacritic. El juego fue valorado como uno de los 10 mejores videojuegos independientes de 2011 por VentureBeat Jacob Siegal.

## Legado
El protagonista de Wizorb, Cyrus, hará un cameo como personaje jugable en el juego para la Wii U y PC Hex Heroes.